# 氷川社 (川口市西新井宿)
氷川社（ひかわしゃ）は、埼玉県川口市の神社。

## 歴史
創建年代は不明である。ただ江戸時代初期に武蔵国足立郡新井宿村を東西に分村する際に、創建されたものと推測される。東西新井宿の境界線は日光御成道であり、街道に面する形で、西には氷川神社（当社）と別当寺の宝蔵寺が、東には子聖権現（現・子日神社）と別当寺の多宝院が位置していた。
1873年（明治6年）、近代社格制度に基づく「村社」に列せられ、明治末期の神社合祀により、子日神社を始めとする周辺の6神社が合祀された。なお、子日神社は1948年（昭和23年）に復活している。

## 交通アクセス
- 新井宿駅より徒歩4分。